# Barbadiopsis trepida
Barbadiopsis trepida is een mosdiertjessoort uit de familie van de Gigantoporidae. De wetenschappelijke naam van de soort is voor het eerst geldig gepubliceerd in 2009 door Judith E. Winston en Robert M. Woollacott.